# Parco naturale di Blidinje
Il Parco naturale di Blidinje è un parco naturale in Bosnia ed Erzegovina, istituito il 30 aprile 1995. Si trova sull'altopiano di Blidinje, nel cuore delle Alpi Dinariche, tra le principali montagne della catena, Čvrsnica, Čabulja e Vran, con caratteristiche carsiche come il campo di Dugopolje, il lago di Blidinje, le valli di Grabovica e Drežanka e altre. Rappresenta un importante serbatoio idrogeologico naturale nel Carso dinarico della Bosnia ed Erzegovina, con un significativo patrimonio culturale e storico.

## Geografia e idrologia
La fusione dei ghiacciai di Čvrsnica durante le due ere glaciali passate ha creato questa valle aperta e arida. Un ampio altopiano, di 3–5 km di lunghezza, si trova ad un'altitudine di 1.150-1.300 metri slm, tra i monti Čvrsnica e Vran con una superficie totale di 364 km². Sebbene geomorfologicamente unito, l'altopiano è diviso in due aree caratteristiche distinte geograficamente e topograficamente: la prima nella parte meridionale e inferiore, costituita dall'areale intorno al lago di Blidinje, e l'altra nella parte settentrionale e più alta dell'altopiano dove si trova il pianeggiante Dugopolje. Amministrativamente è diviso tra quattro comuni: Posušje, Tomislavgrad, Mostar e Jablanica.
Procedendo da nord e dal fiume Doljanka, l'altopiano si apre con la pianura di Dugopolje all'estremità più elevata e si sviluppa verso sud longitudinalmente tra il Vran sul lato nord-nord-occidentale, con la sua vetta più alta a 2.074 metri slm, e a sud-sud-est la montagna Čvrsnica, con la sua vetta più alta, Pločno, a 2.228 metri slm. All'estremità opposta dell'altopiano, oltre il lago di Blidinje, si trova il monte Čabulja, con la sua vetta più alta a 1.786 metri, mentre più verso est oltre Čvrsnica si trova la valle Grabovica che si estende fino al fiume Neretva e al suo canyon.

### Valle Grabovica
La valle Grabovica con il piccolo torrente Grabovica è una riserva speciale all'interno del parco, stretta in profondità nel massiccio della Čvrsnica, e forma un profondo canyon tra le ripide e aspre pareti montane. All'interno della valle ci sono due piccoli villaggi Gornja Grabovica e Donja Grabovica. La leggenda di Diva Grabovica racconta la storia della leggendaria figlia di un pastore locale che, secondo la storia, fu uccisa da un nobile locale che lei rifiutò, cosicché non potesse sposare un altro uomo.

### Lago di Blidinje
Il fenomeno idrogeologico più importante del parco è il lago alpino di Blidinje, il più grande del suo genere in Bosnia ed Erzegovina. Il lago di Blidinje è il risultato diretto di un ritiro glaciale, ma secondo i documenti dell'ufficio della parrocchia di Poklečani, il lago è anche un prodotto dell'intervento antropico e delle attività degli abitanti umani. Secondo questi documenti, il lago è artificiale ed è stato creato alla fine del XIX secolo. Per trattenere l'acqua che si perde attraverso un passaggio sotterraneo, i residenti locali e gli allevatori di bestiame hanno sigillato le doline con rami e argilla, in modo che l'acqua non potesse fluire sottoterra, formando di conseguenza il lago. La sua superficie varia tra 2,5 e 6 km², mentre la profondità media è di 1,9 m, a un'altitudine di 1.184 m slm. 

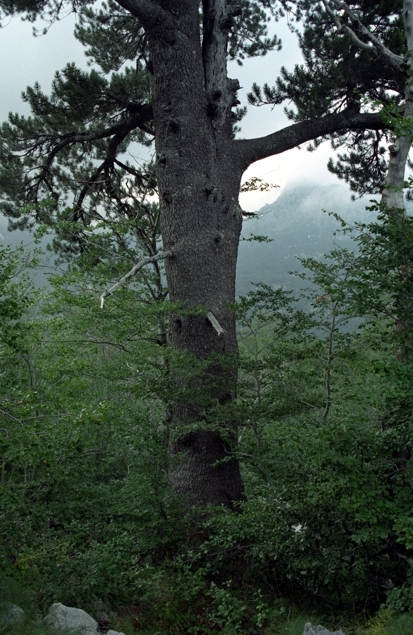
Pinus leucodermis

## Flora e fauna
Oltre ad alcuni pendii rocciosi e apparentemente privi di vita ci sono fitte foreste di pini, tra cui l'endemico pino dalla corteccia bianca a Masna Luka chiamato Pinus leucodermis (pino bosniaco). Tre tipi di timo selvatico e dozzine di fiori selvatici coprono la valle e le montagne in primavera e in estate.

## Storia, archeologia e cultura
Tutto intorno la valle è punteggiata dai caratteristici stećci della Bosnia ed Erzegovina, di epoca medievale. Non è chiaro da quanto tempo esistano qui insediamenti umani, ma una ricerca è iniziata recentemente, quando Blidinje ha ricevuto lo status di parco naturale. Tracce di tombe illiriche e strade romane indicano che Blidinje è stata abitata da almeno 2.500 anni. La grande necropoli di Dugo Polje indica che anche le ondate di slavi che arrivarono nel VII secolo fecero di questa zona la loro dimora.

### Stile di vita tradizionale
C'è anche un monastero francescano che si trova all'interno del parco e aperto ai visitatori. Le case qui sono tradizionali case di pastori con tetti di paglia che vengono utilizzate principalmente durante le stagioni primaverili ed estive. L'inverno è rigido e freddo da queste parti.
Il parco è privo di mine e i sentieri sono ben segnalati.

### Curiosità
Hajdučka Republika Mijata Tomića, è un'autoproclamata micronazione immaginaria nel mezzo del Parco Naturale, fondata da Vinko Vukoja-Lastvić, imprenditore turistico e appassionato di umorismo, sua moglie Albina, e la figlia Marija, che è la "Presidente della Repubblica" a partire da marzo 2019.